# La casa que arde de noche (novela)
La casa que arde de noche es una novela escrita por el mexicano Ricardo Garibay y publicada en 1971. En 1975 obtuvo, en Francia, el Premio a la Mejor Novela Extranjera publicada en ese país en ese año.
Su estilo es, hasta cierto punto, experimental pues Garibay se preocupó por indicar los diálogos de manera que reflejaran la situación de las mujeres que pueblan sus páginas.
En 1985 la actriz Sonia Infante impulsó la filmación de una cinta basada en esta película, con la colaboración del director René Cardona Jr. y protagonizada, además de por ella misma, por Salvador Pineda y Carmen Montejo.